# Dalva Lina da Silva
A serial killer de animais foi como ficou conhecida a brasileira Dalva Lina da Silva, que se apresentava como protetora dos animais. Foi o primeiro caso no Brasil em que uma pessoa é condenada por maus tratos aos animais. O caso foi retratado em um episódio da telessérie Investigação Criminal (Netflix, em 2018) e o O Crime Não Compensa (SBT, em 2019).

## História

### Antecedentes
A ONG Adote Um Gatinho desconfiou da rapidez que Dalva Lina da Silva arranjava um lar para os animais que recebia, então contratou um detetive particular. Após a investigação, descobriu-se que ela matou pelo menos 37 animais.

### Julgamento
No julgamento de 2015, a juíza Patrícia Álvarez Cruz disse que Dalva Lina da Silva já recebia os animais para os matar, já que não tinha para onde os encaminhar.
Dalva Lina da Silva foi condenada em 2017 a 12 anos, seis meses e 14 dias de prisão, após o Ministério Público pedir aumento, foi condenada a 17 anos de prisão. Dalva Lina da Silva fugiu após julgamento, sendo presa em fevereiro de 2018.

## Repercussão
Da ONG Adote um Gatinho, Juliana Bussab, que é uma das sócias e fundadora da instituição disse: "Eu já tinha experiência com maus tratos animais quando cheguei na porta da casa da Dalva naquela noite. Mas nenhum tipo de experiência prepara você para abrir gatinhos mortos embalados em jornal e com as agulhas ainda espetadas no coração." O médico veterinário Paulo César Maiorka, que faz parte da Comissão de Especialidades Emergentes do Conselho Federal de Medicina Veterinária (CFMV), foi quem coordenou o trabalho de perícia declarando "Eu nunca tinha visto um caso como esse (…) Esse é um caso inédito da história do Direito e vai servir para repensar o Código Penal, os direitos dos animais, e muitas questões serão levantadas a partir desse caso. É um divisor de águas no direito dos animais".
O caso foi estudado pelo Departamento de Patologia da Faculdade de Medicina Veterinária e Zootecnia da Universidade de São Paulo devido à primeira condenação por crueldade animal no Brasil. Além disso, o artigo foi publicado na revista Forensic Science Internacional.